# Бял-Кладенець (Сливенська область)
Бял-Кла́денець (болг. Бял кладенец) — село в Сливенській області Болгарії. Входить до складу общини Нова Загора.

## Населення
За даними перепису населення 2011 року у селі проживали 207 осіб, з них 203 особи (98,1 %) — болгари.
Розподіл населення за віком у 2011 році:
Динаміка населення: